# Tanya Donelly
Tanya Donelly (Newport, 14 luglio 1966) è una cantautrice e chitarrista statunitense.
Ha cofondato il gruppo Throwing Muses con la sorellastra Kristin Hersh; nel corso degli anni novanta ha poi preso parte al gruppo The Breeders e ha fondato i Belly per poi dedicarsi a una carriera solista.

## Biografia
Originaria di Newport (Rhode Island), quando è ancora molto giovane si trasferisce con la famiglia in California dove frequenta le comuni hippy di San Francisco. Inizia a scrivere le prime canzoni nei primi anni ottanta quando è appena quattordicenne iniziando ad esibirsi con la sorellastra Kristin Hersh, (sua coetanea e figlia della donna che il padre di Tanya sposò dopo che entrambi divorziarono), nei locali della East Coast. Quando si trasferirono a Boston, con Kristin iniziò a chiamare il loro sodalizio artistico "Muses", esibendosi in spettacoli prevalentemente acustici.
Nel 1985 il duo diventa un gruppo, Throwing Muses, con l'arrivo della bassista Leslie Langston e del batterista David Narcizo; il gruppo riesce a pubblicare un primo album con la 4AD alla fine del 1986 con Tanya come chitarrista e seconda voce; seguiranno in questo ruolo altri quattro album fino a quando nel 1991 non abbandona il gruppo.
Prima ancora di lasciare il gruppo aveva fondato con Kim Deal, un nuovo gruppo, The Breeders, che nel 1990 pubblicò il primo album sempre con la 4AD, Pod. Mentre ancora sta scrivendo materiale per il secondo album dei Breeders, interrompe la collaborazione con Kim Deal e fonda un nuovo gruppo, Belly, nel dicembre 1991 con l'ex bassista dei Throwing Muses, Fred Abong, e con i fratelli Tom e Chris Gorman, tutti ex compagni di scuola. Le prime pubblicazioni del nuovo gruppo riscossero un buon successo, raggiungendo la vetta delle indie chart nel Regno Unito; il primo album venne pubblicato nel 1993, Star, che si rivelò un successo sia in Gran Bretagna che negli USA. Nel 1995 esce il secondo album che però non riscosse il successo sperato e la Donelly mise fine al progetto nel 1996, dopo l’ultimo concerto del tour.
Nella seconda metà degli anni novanta intraprende la carriera da solista, lavorando al contempo con artisti legati alla scena musicale di Boston.
Dal 1996 al 2004 pubblicò alcuni EP e tre album solisti ritenuti dalla critica di buona fattura, ma senza riuscire a raggiungere il successo che aveva ottenuto con i Belly. Nel 2003 Tanya tornerà anche a fare parte dei Throwing Muses partecipando all'omonimo album dello stesso anno. Nel 2006 pubblica This Hungry Life, registrato dal vivo. Dal 2013 al 2014 autoprodusse una serie di EP digitali, denominati The Swan Song Series, che venne pubblicata anche su supporto fisico nel 2016. Nel 2016 rifonda i Belly, per una serie di concerti proponendovi nuovi brani che verranno poi inclusi nel nuovo album del gruppo che verrà pubblicato nel 2018.
Nel 2020 pubblica un album di cover affiancata dai the Parkington Sisters, Tanya Donelly and the Parkington Sisters.

## Vita privata
Vive a Boston con suo marito, Dean Fisher, bassista dei Throwing Muses e con i quali ogni tanto torna a suonare; ha due figlie. Lavora anche come postpartum doula, ovvero come assistente non medica per il supporto alle donne durante il periodo perinatale.

## Discografia

### Album in studio
- 1997 - Lovesongs for Underdogs
- 2001 - Beautysleep
- 2004 - Whiskey Tango Ghosts

### Album dal vivo
- 2006 - This Hungry Life

### Singoli ed EP
- 1996 - Sliding & Diving
- 1997 - The Bright Light
- 1997 - Pretty Deep
- 2001 - Sleepwalk
- 2007 - Heart of Gold
- 2010 - Jar of Fireflies
- 2013 - Swan Song Series, Vol. I
- 2013 - Swan Song Series, Vol. II
- 2013 - Swan Song Series, Vol. III
- 2013 - Swan Song Series, Vol. IV
- 2014 - Swan Song Series, Vol. V
- 2020 - Big Love Bends Time EP

### Con iTanya Donelly and the Parkington Sisters
- 2020 - Tanya Donelly and the Parkington Sisters